# Sisamnes contractus
Sisamnes contractus je vrsta kukaca polulrilaca iz porodice Rhyparochromidae. Pronađena je u središnjoj i Sjevernoj Americi.